# Aeroplane and Armament Experimental Establishment
L'Aeroplane and Armament Experimental Establishment (A&AEE) est un établissement militaire britannique de recherche aéronautique qui a fonctionné de 1918 à 1992.

## Historique
En 1917 la section expérimentale de l'École centrale de pilotage britannique fut transférée d'Upavon, Wiltshire, sur l'aérodrome de Martlesham Heath, officiellement ouvert le 16 janvier 1917. Rebaptisée Aeroplane Experimental Unit, Royal Flying Corps, elle devint Aeroplane and Armament Experimental Establishment après la création de la Royal Air Force. 
À l'approche de la Seconde Guerre mondiale, le site de Martlesham Heath, situé à proximité de la côte orientale du Suffolk, fut jugé trop exposé, l'établissement fut transféré à Boscombe Down, Wiltshire. Un site qu'il a partagé avec l'École de médecine aéronautique.
Équivalent du Centre des essais en Vol français, l'A&AEE a contribué de façon significative au développement de l'aviation militaire britannique, assurant en particulier les essais en vol de tous les nouveaux prototypes.
En 1992, l'A&AEE fut renommé Aircraft and Armament Evaluation Establishment, se limitant aux essais en vol de nouveaux appareils alors que les travaux de recherche pure étaient transférés à la Defence Research Agency. L'année suivante le Ministère de la Défense britannique transféra son autorité à la Defence Test and Evaluation Organisation (DTEO), puis en 1995 à la Defence Evaluation and Research Agency (DERA). En 2001, une nouvelle réorganisation entraîna la division de la DERA entre le Defence Science and Technology Laboratory (Dstl), organisme public, et une entreprise de droit privé, QinetiQ.